# Домпјер лез Орм
Домпјер лез Орм (фр. Dompierre-les-Ormes) насеље је и општина у источном делу централне Француске у региону Бургоња, у департману Саона и Лоара која припада префектури Макон.
По подацима из 2011. године у општини је живело 952 становника, а густина насељености је износила 31,49 становника/km². Општина се простире на површини од 30,23 km². Налази се на средњој надморској висини од 457 метара (максималној 705 m, а минималној 316 m).

## Демографија
| 1962. | 1968. | 1975. | 1982. | 1990. | 1999. | 2011. |
| ----- | ----- | ----- | ----- | ----- | ----- | ----- |
| 884   | 909   | 866   | 844   | 833   | 792   | 952   |

График промене броја становника у току последњих година